# 日本紫萁
日本紫萁（学名：Osmunda lancea）为紫萁科紫萁属下的一个种。

## 扩展阅读
- 維基物種上的相關：日本紫萁